# Záruby (národní přírodní rezervace)
Záruby jsou národní přírodní rezervace v katastrálních územích obcí Smolenice a Buková v okrese Trnava na Slovensku. Rezervace byla vyhlášena roku 1984 a její rozloha je 299,9 hektaru. Předmětem ochrany jsou lesní společenstva třetího a čtvrtého vegetačního stupně v Malých Karpatech, s bohatým výskytem vzácných a chráněných rostlin a živočichů. Součástí rezervace je stejnojmenný vrch, nejvyšší v Malých Karpatech. V západní hřebenové části chráněného území je zřícenina hradu Ostrý Kameň. Geologický podklad tvoří triaské vápence a dolomity.

## Přístup
- Po červené značce (Štefánikova magistrála):
  - Z lokality Havrania skála
  - Z rozcestí Pod Ostrým kamenem
- Po modré značce ze Smolenic přes sedlo Záruby

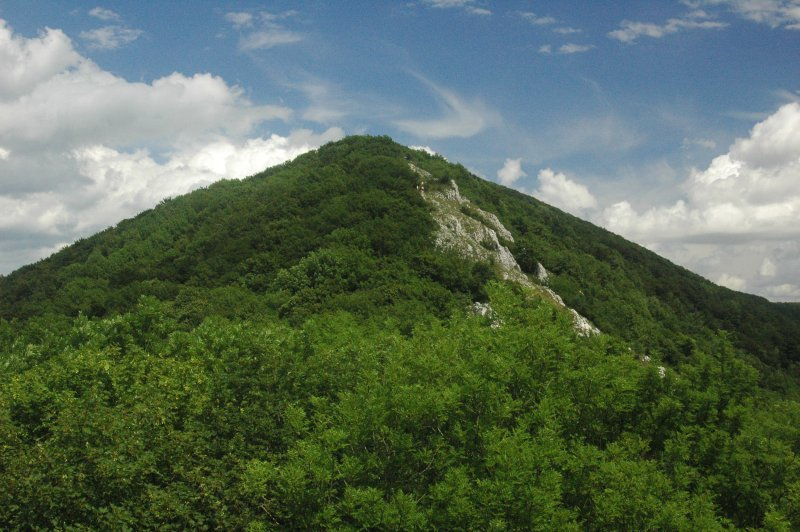
Pohľad z hradu Ostrý Kameň
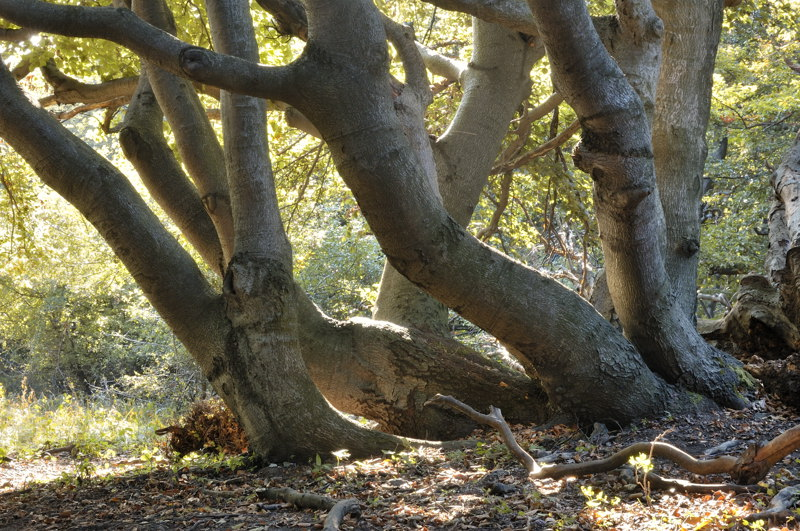
Bukový les na vrcholu
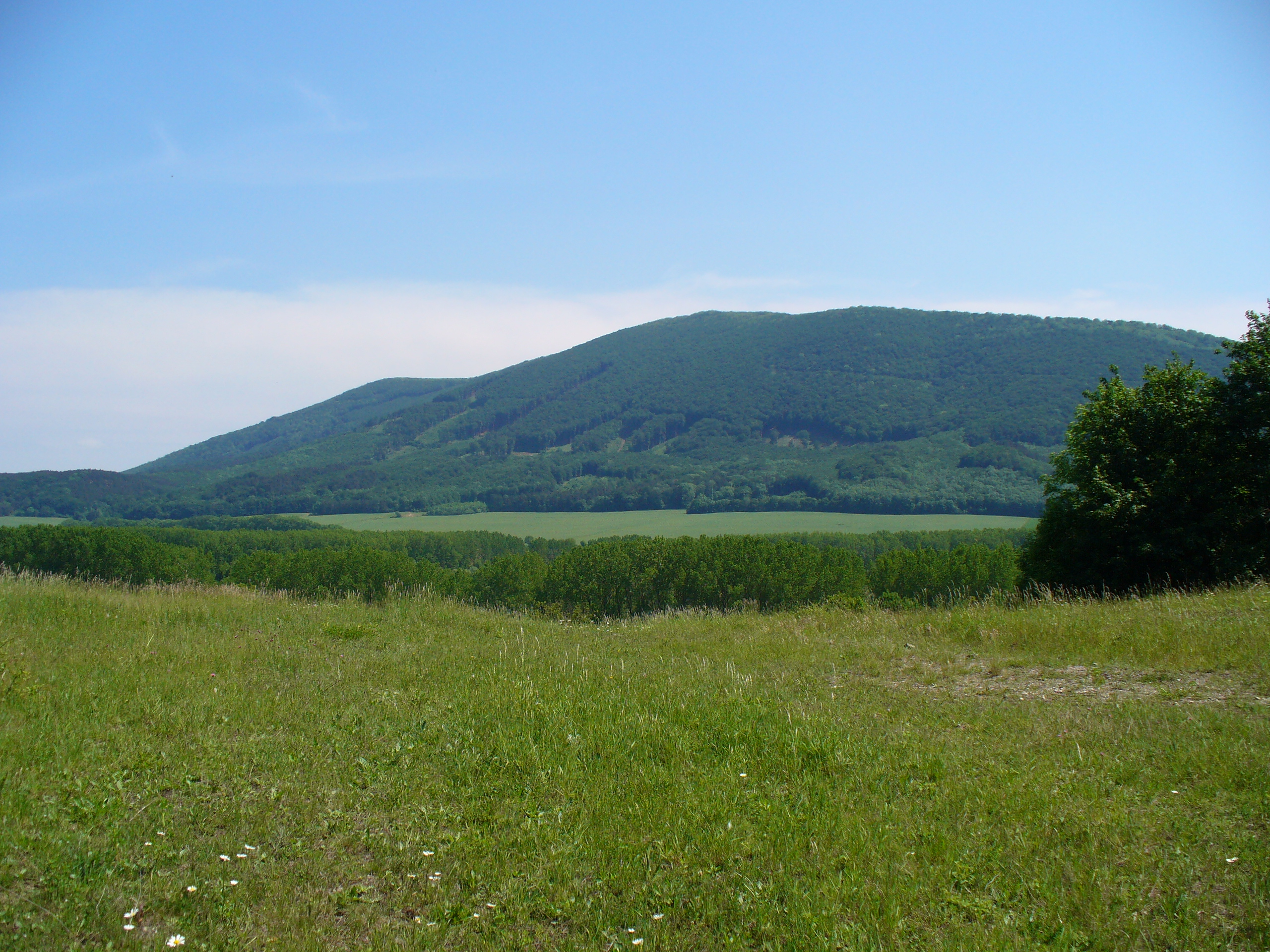
Vrch Záruby
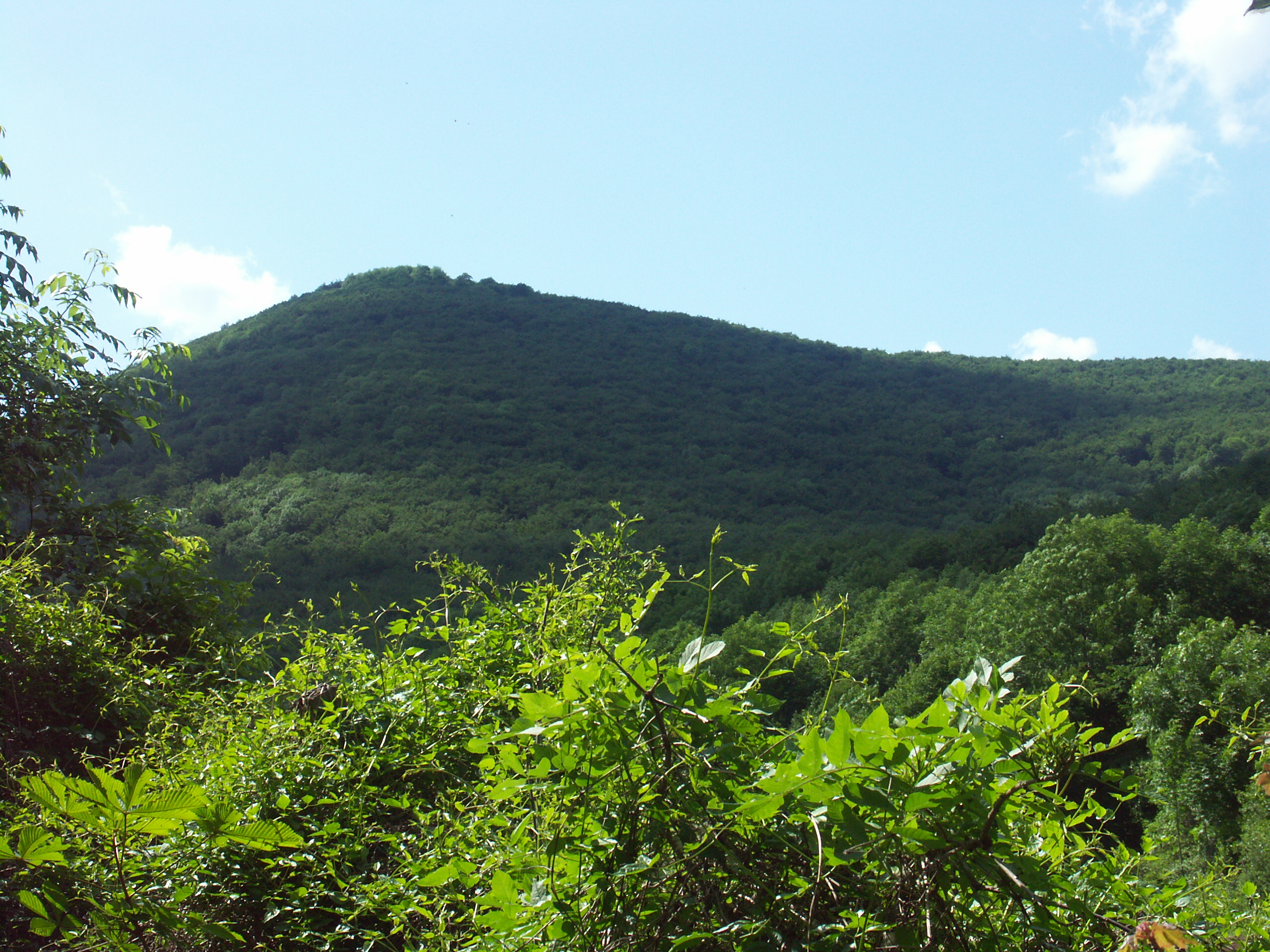
Vrch Záruby